# Hieracium chrysophorum
Hieracium chrysophorum es una especie de planta con flor del género Hieracium, de la familia Asteraceae, orden Asterales.

## Distribución
Hieracium chrysophorum se distribuye por Suecia.

## Taxonomía
Fue descrita científicamente por Samuelsson. Fue publicada en Dalarn. Hierac. Vulg.: 18 (1923).